# Anthony Jullien
Anthony Jullien (Givors, 5 maart 1998) is een voormalig Frans wielrenner. In 2019 werd Jullien tweede op het Frans kampioenschap wielrennen voor beloften. Hij werd in 2021 prof bij AG2R-Citroën, de ploeg waar hij in 2019 en 2020 al stage bij liep. Na het seizoen 2022 kreeg Jullien geen contractverlenging en beëindigde zijn loopbaan. 

## Ploegen
- 2019 –  AG2R La Mondiale (stagiair vanaf 1 augustus)
- 2020 –  AG2R La Mondiale (stagiair vanaf 1 augustus)
- 2021 –  AG2R-Citroën
- 2022 –  AG2R-Citroën

Bagdonas · Bardet · Bidard · Bouchard · Cherel · Chevrier · Cosnefroy · Denz · Dillier · Domont · Dumoulin · Dupont · Duval · Frank · Gallopin · Gastauer · Geniez · Godon · Gougeard · Hänninen · Jauregui · Latour · Naesen · Paret-Peintre · Peters · Vandenbergh · Venturini · Vuillermoz · Warbasse · Champoussin (stagiair) · Hänninen (stagiair) · Jorgenson (stagiair) · Jullien (stagiair)
Bardet · Bidard · Bouchard · Champoussin (vanaf 1 april) · Cherel · Chevrier · Cosnefroy · Dillier · Domont · Duval · Frank · Gallopin · Gastauer · Geniez · Godon · Gougeard · Hänninen · Jauregui · Latour · L. Naesen · O. Naesen · Paret-Peintre · Peters · Tanfield · Vandenbergh · Vendrame · Venturini · Vuillermoz · Warbasse · Jullien (stagiair) · Reugel (stagiair) · Verger (stagiair)
Bidard · Bouchard · Calmejane · Champoussin · Cherel · Cosnefroy · Dewulf · Duval · Franktot en met 20 juni · Gallopin · Gastauer · Godon · Gougeard · Hänninen ·  Jullien · Jungels · L. Naesen · O. Naesen · O'Connor · Paret-Peintre · Peters · Prodhomme · Sarreau · Schär · Touzé · Van Avermaet · Van Hoecke · Vendrame · Venturini · Warbasse · Delphis (stagiair) · Lapeira (stagiair) · Retailleau (stagiair)
Berthet · Bouchard · Calmejane · Champoussin · Cherel · Cosnefroy · Dewulf · Gall · Godon · Hänninen ·  Jullien · Jungels · Lapeira · L. Naesen · O. Naesen · O'Connor · A. Paret-Peintre · V. Paret-Peintre · Peters · Prodhomme · Raugel · Retailleau (vanaf 1/8) · Sarreau · Schär · Touzé · Van Avermaet · Van Hoecke · Vendrame · Venturini · Warbasse · Delphis (stagiair) · Gautherat (stagiair) · Tronchon (stagiair)